# Geniewinkel
Als Geniewinkel, auch Badischer Geniewinkel, wird die Kleinstadt Meßkirch im Landkreis Sigmaringen in Baden-Württemberg von den regionalen Medien gelegentlich bezeichnet, da dort oder in ihrer unmittelbaren Umgebung eine Reihe von bemerkenswerten Persönlichkeiten geboren wurden. 
Genannt werden in diesem Zusammenhang vor allem:
- Heimerad (um 970–1019), Priester, Wanderprediger und Heiliger
- Katharina von Zimmern (1478–1547), Fürstäbtissin
- Meister von Meßkirch (ca. 1490–1543), Maler
- Froben Christoph von Zimmern (1519–1566), Erbauer des Meßkircher Schlosses und Verfasser der Zimmerischen Chronik
- Abraham a Sancta Clara (1644–1709), Theologe und Barockdichter
- Johann Baptist Seele (1774–1814), Maler
- Conradin Kreutzer (1780–1849), Komponist
- Conrad Gröber (1872–1948), Erzbischof
- Martin Heidegger (1889–1976), Philosoph
- Anton Gabele (1890–1966), Volksschriftsteller
- Friedrich Stärk (1891–1969), unter dem Namen Frederick Stark Film-Komponist bei Walt Disney
- Bernhard Welte (1906–1983), Theologe
- Pirmin Stekeler-Weithofer (* 1952), Philosoph und Professor an der Universität Leipzig
- Arnold Stadler (* 1954), Autor